# 한안국
한안국(韓安國, ? ~ 기원전 127년)은 전한 중기의 관료로, 자는 장유(長孺)이다. 본래 양국 성안현(成安縣)(지금의 허난성 란카오 현 동쪽) 사람이었는데, 수양현(睢陽縣)으로 이주하였다.

## 생애
《한비자》를 익혀 양효왕을 섬겼고, 오초칠국의 난 때에 양나라의 장수가 되어 군공을 세웠다. 이후 양효왕은 자국의 대신을 몸소 임명할 권리를 얻었는데, 궁을 드나들 때의 의례를 황제처럼 하여 형 경제의 노여움을 샀다. 한안국은 양나라의 사자가 되어 대장공주(大長公主)에게 이를 변명하였고, 대장공주는 황태후를 통하여 경제를 말렸다. 이 일로 한안국은 황실에서도 명성을 떨쳤다.
한편 양효왕은 이때 자신이 황태제가 되지 못한 것에 불만을 품어, 공손궤(公孫詭)·양승(羊勝) 등과 모의하여 원앙 등 한나라 황실의 대신들을 암살하였다. 경제는 이 사실을 알고 공손궤와 등을 잡아들이려 하였는데, 한안국은 양효왕이 그들을 숨긴 것을 알고는 이를 설득하였다. 양효왕은 공손궤 등으로 하여금 자결하게 하였고, 이로써 양나라는 벌을 면하는 한편 황실에서는 한안국을 중하게 여겼다.
이후 양공왕 밑에서 일하던 한안국은 법에 걸려 파직되었다. 그러나 곧 세도를 부리던 태위 전분에게 뇌물로 금 500근을 주어 북지도위(北地都尉)가 되었고, 이후 대농령에 이르렀다.
건원 6년(기원전 135년), 민(閩)·동월(東越)이 난리를 일으켰다. 이때 한안국은 대행 왕회와 함께 진압에 나섰는데, 월에 도착하기 전에 월에서 왕을 죽이고 항복하였다. 이후 전분이 승상이 되었을 때, 한안국은 어사대부가 되었다.
흉노가 화친을 청하였을 때, 무제는 대신들에게 자문을 구하였다. 왕회는 흉노를 칠 것을 주장하였으나, 한안국은 화친을 주장하였고, 대신들 또한 한안국을 지지하는 자가 많았기 때문에 무제는 한안국의 말대로 하였다.
이듬해, 마읍(馬邑) 사람 섭옹일(聶翁壹)이 왕회를 통하여 흉노를 칠 계책을 바쳤다. 한안국은 이를 반대하였으나 무제는 왕회의 편을 들었고, 한안국은 이광·공손하·왕회 등과 함께 정벌에 나섰다. 그러나 흉노에서 계략을 알아차려 결국 실패하였고, 왕회는 책임을 물어 스스로 목숨을 끊었다.
한안국은 시류에 영합하며 재물을 탐하였으나, 항상 인재를 천거할 때는 자신보다 뛰어난 자로 하였다. 무제는 한안국을 재상에 알맞은 인재로 여겼다.
원광 4년(기원전 131년), 전분이 죽고 한안국이 뒤를 이어 승상을 대행하였다. 어느 날 한안국은 수레에서 떨어져 다리를 절게 되었다. 무제는 한안국을 승상에 임명하려 하였는데, 그가 다리를 저는 것을 보고 설택으로 바꾸고는 한안국을 어사대부에서 해임시켰다. 몇 달 후 다리가 나은 한안국은 중위가 되었다.
원광 6년(기원전 129년), 위위가 되었다. 이때 대장군 위청이 흉노와 싸우고 있었는데, 한안국은 원삭 2년(기원전 127년) 재관장군(材官將軍)으로서 어양에 주둔하였다가 포로로부터 흉노가 멀리 가버렸다는 정보를 들었다. 곧 주둔을 그만둘 것을 청원하여 받아들여졌으나, 실제로 흉노는 가지 않았었고 도리어 습격하여 큰 피해를 입혔다. 한안국의 병사는 거의 전멸할 뻔하였다가, 연나라의 구원병이 도착해 흉노가 물러났다. 무제는 노하였고, 한안국을 우북평에 주둔시켰다. 잘못을 부끄러워한 한안국은 전장에서 복귀하기를 원하고 있었으나, 실의에 빠져 병사하였다.
누이동생 한태화(韓太華)는 이사장군(貳師將軍) 이광리와 혼인하였다.

## 출전
- 사마천, 《사기》 권108 한장유열전
- 반고, 《한서》 권52 두전관한전